# Ga Cheongnyangni
Ga Cheongnyangni (Tiếng Hàn: 청량리역, Hanja: 淸凉里驛) hay Ga Cheongnyangni (Đại học Seoul) (Tiếng Hàn: 청량리(서울시립대입구)역, Hanja: 淸凉里(市立大入口)驛) là ga tàu của Tuyến Gyeongwon, Tuyến Jungang ở Jeonnong-dong, Dongdaemun-gu, Seoul, Hàn Quốc. Nó còn là ga của Tàu điện ngầm vùng thủ đô Seoul tuyến 1, Tuyến Gyeongchun, Tuyến Gyeongui–Jungang, Tuyến Suin–Bundang của mạng lưới Tàu điện ngầm Seoul và nó là ga cuối phục vụ cho một phần phía Đông Hàn Quốc. Trong tương lai xa, nhà ga này sẽ trở thành ga cuối hướng Đông Bắc của Tuyến Sin Ansan và trở thành ga bắt đầu của Myeonmokseon LRT. Sự chuyển giao giữa ga trên mặt đất và dưới lòng đất được mở vào 20 tháng 8 năm 2010.
Hành khách được phục vụ tại tuyến cuối của Korail tại ga Cheongnyangni:
- Tuyến Yeongdong và Tuyến Taebaek đến Gangneung, ở tỉnh Gangwon;
- Tuyến Jungang đến Andong ở tỉnh Gyeongsang Bắc và Busan, phía nam của Seoul.

Ngoài ra, nhà ga này còn phục vụ cho tất cả các tàu ITX đi/đến Ga Chuncheon trên Tuyến Gyeongchun. Tuy nhiên, phần lớn các tàu không dừng lại tại trạm này nhưng vẫn tiếp tục đến Ga Yongsan.

## Lịch sử

### Tổng công ty Đường sắt Hàn Quốc
- 15 tháng 10 năm 1911: Khai trương kinh doanh tại ga Cheongnyangni[9]
- Khoảng năm 1938: Hoàn thành ga xe điện và ga-ra kiểm tra ga Cheongnyangni.
- 1 tháng 5 năm 1938: Tên ga đổi thành Ga Donggyeongseong (동경성역)[10]
- 8 tháng 7 năm 1938: Tuyến Gyeongchun mở từ Cheongnyangni ~ Chuncheon.
- Năm 1939: Tuyến Jungang khai trương từ Cheongnyangni~ Yangpyeong
- 1 tháng 6 năm 1942: Tên ga quay trở về thành Ga Cheongnyangni[11]
- 26 tháng 6 năm 1950 : Nhà ga bị mất do Chiến tranh Triều Tiên
- 6 tháng 11 năm 1959: Xây dựng nhà ga mới
- 20 tháng 6 năm 1973: Tuyến Jungang giữa Cheongnyangni ~ Jecheon (155,2km) được điện khí hóa và đầu máy điện bắt đầu hoạt động.
- 10 tháng 7 năm 1976: Việc bốc dỡ hàng hóa bị dừng[12]
- 9 tháng 12 năm 1978: Khai trương tuyến đường sắt quốc gia giữa Yongsan ~ Seongbuk
- 1 tháng 11 năm 1988: Tuyến Jungang từ Cheongnyangni ~ Andong với tàu Saemaeul bắt đầu hoạt động
- 15 tháng 3 năm 1990: Tuyến Yeongdong từ Cheongnyangni ~ Donghae với tàu Saemaeul bắt đầu hoạt động
- Tháng 7 năm 1999: Chuyển về ga tạm, mở quán ăn nhanh ở ga cũ
- 16 tháng 12 năm 2005: Tàu điện ngầm vùng thủ đô Seoul tuyến 1 được tách thành Tàu điện ngầm vùng thủ đô Seoul tuyến Jungang và số ga được đổi từ K125 thành K117.
- 1 tháng 5 năm 2006: Ngừng xử lý hàng hóa
- 1 tháng 7 năm 2006: Do tái tổ chức, nó trở thành thẩm quyền của Chi nhánh phía Đông vùng thủ đô
- 13 tháng 9 năm 2006: Geomchagoga được chỉ định là tài sản văn hóa đã đăng ký
- 31 tháng 10 năm 2006: Cheongnyangni ~ Gangneung, tuyến tàu Andong Saemaeul kết thúc
- Tháng 2/2007: Phá dỡ nhà ga cũ do xuống cấp và khởi công xây dựng nhà ga tư nhân
- 5 tháng 3 năm 2010: Di dời đến nhà ga mới do tư nhân tài trợ
- 18 tháng 8 năm 2010: Hoàn thành xây dựng nhà ga do tư nhân tài trợ[13]
- 20 tháng 8 năm 2010: Khai trương lối đi trung chuyển giữa Ga ngầm Cheongnyangni của Tàu điện ngầm Seoul tuyến 1 và ga trên mặt đất của Tàu điện ngầm vùng thủ đô Seoul tuyến Jungang[14]
- 15 tháng 12 năm 2010: Cheongnyangni ~ Andong, tàu  Saemaeul của Tuyến Jungang hoạt động trở lại
- 21 tháng 12 năm 2010: Tuyến Gyeongchun từ Cheongnyangni ~ Namchuncheon tàu Mugunghwa kết thúc.
- Năm 2011: Cải tạo nhà trên cao Tuyến Gyeongchun (Nhà ga 1 và 2)
- 28 tháng 2 năm 2012: Tuyến Gyeongchun, Yongsan ~ Cheongnyangni ~ Chuncheon, bắt đầu hoạt động với tàu ITX-Cheongchun
- 12 tháng 4 năm 2013: Tàu Jungbu Naeryuk (O-Train) bắt đầu hoạt động.
- 1 tháng 8 năm 2014: Tàu Pyeonghwa (tàu DMZ) bắt đầu hoạt động
- 1 tháng 11 năm 2014: Kết thúc hoạt động tàu Saemaul từ Cheongnyangni ~ Andong trên Tuyến Jungang và bắt đầu vận hành Cheongnyangni ~ Yeongju tàu ITX-Saemaeul
- 22 tháng 1 năm 2015: Tàu Jeongseon Arirang (A-Train) bắt đầu hoạt động
- 1 tháng 6 năm 2015: Thay đổi hệ thống vận hành tàu Jungbu Naeryuk (O-Train).
- 26 tháng 9 năm 2016: Mở rộng đến ga Cheongnyangni Tuyến Gyeongchun, vận hành 20 chuyến một chiều
- 22 tháng 12 năm 2017: Tuyến Gangneung KTX bắt đầu hoạt động
- 31 tháng 12 năm 2018: Dịch vụ nối dài Tuyến Bundang chỉ chạy 18 lượt lên xuống vào các ngày trong tuần.[15]
- 2 tháng 3 năm 2020: Với việc khai trương Tuyến Gangneung Samgak, một phần của Tuyến Gangneung KTX được kéo dài đến Ga Donghae và ga tàu Mugunghwa từ Cheongnyangni ~ Gangneung được rút ngắn thành Ga Donghae[16]
- 7 tháng 3 năm 2020: Các Tuyến Suin–Bundang chỉ chạy 10 chuyến lên xuống vào cuối tuần.
- 5 tháng 1 năm 2021: KTX-Eum của Tuyến Jungang bắt đầu hoạt động[17]
- 1 tháng 8 năm 2021: KTX-Eum của Tuyến Gangneung bắt đầu hoạt động
- 1 tháng 9 năm 2023: KTX-Eum của Tuyến Taebaek bắt đầu hoạt động
- 29 tháng 12 năm 2023: KTX-Eum của Tuyến Jungang mở rộng tuyến đến Ga Seoul và ITX-Maum của Tuyến Jungang bắt đầu

### Tổng công ty Vận tải Seoul(Tàu điện ngầm Seoul tuyến 1)
- 15 tháng 8 năm 1974: Tàu điện ngầm Seoul tuyến 1 giữa Ga Seoul ~ Ga Cheongnyangni được khai trương
- 21 tháng 12 năm 2005: Với việc khai trương Ga Dongmyo số ga của Tuyến 1 thay đổi từ 125 thành 124
- 29 tháng 10 năm 2009 : Đổi thành Ga Cheongnyangni (Đại học Seoul)
- 20 tháng 8 năm 2010: Khai trương lối đi trung chuyển giữa Ga Cheongnyangni trên mặt đất của Tàu điện ngầm vùng thủ đô Seoul Tuyến Jungang và ga ngầm của Tàu điện ngầm Seoul tuyến 1[14]
- 24 tháng 1 năm 2014: Thang cuốn lối ra 2 được mở
- 30 tháng 12 năm 2019: Thành lập tuyến tàu tốc hành Tuyến Gyeongbu·Tuyến Janghang (đoạn Cheongnyangni ~ Sinchang)

## Bố trí ga

### Sân ga trên mặt đất
| Bắt đầu·Kết thúc | Bắt đầu·Kết thúc | ↑ Hoegi          | ↑ Hoegi          | ↑ Hoegi     | ↑ Hoegi     | ↑ Hoegi     | ↑ Hoegi     | ↑ Hoegi     | ↑ Hoegi     | ↑ Hoegi     | ↑ Hoegi     | ↑ Hoegi     | ↑ Hoegi          | ↑ Hoegi          | ↑ Hoegi          | ↑ Hoegi          |
|                  | １               | ２               |                  |             | ３          | ４          |             |             | ５          | ６          |             |             |                  | ７               | ８               |                  |
| Wangsimni ↓      | Wangsimni ↓      | Bắt đầu·Kết thúc | Bắt đầu·Kết thúc | Wangsimni ↓ | Wangsimni ↓ | Wangsimni ↓ | Wangsimni ↓ | Wangsimni ↓ | Wangsimni ↓ | Wangsimni ↓ | Wangsimni ↓ | Wangsimni ↓ | Bắt đầu·Kết thúc | Bắt đầu·Kết thúc | Bắt đầu·Kết thúc | Bắt đầu·Kết thúc |

| 1   | ● Tuyến Suin–Bundang          | Địa phương Tốc hành                    | → Hướng đi Jukjeon · Suwon · Incheon →                 |
| 2   | ● Tuyến Gyeongchun            | Địa phương Tốc hành                    | → Hướng đi Pyeongnae Hopyeong · Gapyeong · Chuncheon → |
| 5   | Tuyến Gangneung               | KTX                                    | → Hướng đi Seowonju · Gangneung · Donghae →            |
| 5   | Tuyến Jungang                 | KTX                                    | → Hướng đi Seowonju · Jecheon · Andong →               |
| 4   | ● Tuyến Gyeongui–Jungang      | Địa phương Tốc hành                    | → Hướng đi Deokso · Yongmun · Jipyeong →               |
| 4   | Tuyến Gyeongchun              | ITX-Cheongchun                         | → Hướng đi Pyeongnae Hopyeong · Gapyeong · Chuncheon → |
| 5   | ● Tuyến Gyeongui–Jungang      | Địa phương Tốc hành                    | ← Hướng đi Yongsan · Ilsan · Munsan                    |
| 5   | Tuyến Gyeongchun              | ITX-Cheongchun                         | ← Hướng đi Wangsimni · Oksu · Yongsan                  |
| 6   | Tuyến Gangneung Tuyến Jungang | KTX                                    | ← Hướng đi Seoul · Haengsin                            |
| 7~8 | Tuyến Jungang                 | KTX ITX-Saemaeul ITX-Maum Mugunghwa-ho | → Hướng đi Wonju · Andong · Bujeon →                   |
| 7~8 | Tuyến Taebaek                 | ITX-Maum · Mugunghwa-ho                | → Hướng đi Jecheon · Taebaek · Donghae →               |
| 7~8 | Tuyến Jeongseon               | A-Train                                | → Hướng đi Yeongwol · Jeongseon · Auraji →             |

| Tuyến và hướng                         | Tuyến và hướng | Tuyến và hướng                                  | Chuyển tuyến nhanh |
| -------------------------------------- | -------------- | ----------------------------------------------- | ------------------ |
| Tuyến Gyeongui–Jungang (Hướng Yongmun) | →              | Tuyến 1, Tuyến Gyeongchun, Tuyến Suin–Bundang   | 8-4                |
| Tuyến Gyeongui–Jungang (Hướng Munsan)  | →              | Tuyến 1, Tuyến Gyeongchun, Tuyến Suin–Bundang   | 1-1                |
| Tuyến Gyeongchun, Tuyến Suin–Bundang   | →              | Tuyến 1, Tuyến Gyeongui–Jungang (Hướng Yongmun) | 8-4                |
| Tuyến Gyeongchun, Tuyến Suin–Bundang   | →              | Tuyến 1, Tuyến Gyeongui–Jungang (Hướng Munsan)  | 8-4                |
| Tuyến Gyeongchun                       | ↔              | Tuyến Suin–Bundang                              | Tất cả các cửa     |
| Tuyến Gyeongui–Jungang (Hướng Yongmun) | →              | ITX-Cheongchun (Hướng Chuncheon)                | 8-3                |
| Tuyến Gyeongui–Jungang (Hướng Munsan)  | →              | ITX-Cheongchun (Hướng Yongsan)                  | 1-1, 5-3           |

### Tàu điện ngầm vùng thủ đô Seoul tuyến 1
| ↑ Hoegi     |
| N/B S/B \|  |
| Jegi-dong ↓ |

| Hướng Bắc | ●Tuyến 1 | ← Hướng đi Đại học Kwangwoon · Dongducheon · Yeoncheon → Kết thúc tại ga này |
| Hướng Nam | ●Tuyến 1 | → Hướng đi Seoul · Incheon · Seodongtan · Cheonan · Sinchang →               |

| Tuyến và hướng                    | Tuyến và hướng | Tuyến và hướng                                               | Chuyển tuyến nhanh |
| --------------------------------- | -------------- | ------------------------------------------------------------ | ------------------ |
| Tuyến 1 (Hướng Yeoncheon)         | →              | Tuyến Gyeongui–Jungang, Tuyến Suin–Bundang, Tuyến Gyeongchun | 1-1                |
| Tuyến 1 (Hướng Incheon, Sinchang) | →              | Tuyến Gyeongui–Jungang, Tuyến Suin–Bundang, Tuyến Gyeongchun | 10-4               |

## Xung quanh nhà ga
- Depot Cheongnyangni
- Đại học Seoul
- Nhà thờ Ganaan (cơ sở phúc lợi cho người vô gia cư)
- Sở cảnh sát Dongdaemun Seoul
- Chợ rau quả Dongseo
- Văn phòng thuế Dongdaemun
- Đồn cảnh sát trước nhà ga
- Yongdu-dong
- Cheongnyangni-dong
- Bưu điện Cheongnyangni
- Cheongnyangni Hanwha Yeoksa Shopping Malls
  - Lotte Department Store Chi nhánh Cheongnyangni
  - Lotte Mart Chi nhánh Cheongnyangni
  - Rạp chiếu phim Lotte Chi nhánh Cheongnyangni
- Chợ truyền thống Cheongnyangni
- Bệnh viện tâm thần Cheongnyangni
- Ngân hàng NH Nonghyup Chi nhánh Cheongnyangni
- Trường trung học thẩm mỹ Jeongam
- Trung tâm trung chuyển ga Cheongnyangni

## Thay đổi hành khách

### Tàu điện ngầm vùng thủ đô
| Năm | Số lượng hành khách (người) | Số lượng hành khách (người) | Tổng cộng | Ghi chú |  |  |  |
| --- | --------------------------- | --------------------------- | --------- | ------- |  |  |  |
| Năm | 1994                        | 136,831                     | Tổng cộng | Ghi chú |  |  |  |
| 1995 | 137,311                     |                             |           |         |  |  |  |
| 1996 | 123,566                     |                             |           |         |  |  |  |
| 1997 | 108,921                     |                             |           |         |  |  |  |
| 1998 | 106,833                     |                             |           |         |  |  |  |
| 1999 | —                           |                             |           |         |  |  |  |
| 2000 | 97,999                      | 14,501                      | 112,500   |         |  |  |  |
| 2001 | 93,947                      | 16,592                      | 110,539   |         |  |  |  |
| 2002 | 90,716                      | 17,006                      | 107,722   |         |  |  |  |
| 2003 | 90,685                      | 19,316                      | 110,001   |         |  |  |  |
| 2004 | 93,728                      | 12,602                      | 106,330   |         |  |  |  |
| 2005 | 95,268                      | 12,392                      | 107,660   | [ 19 ]  |  |  |  |
| 2006 | 83,259                      | 11,490                      | 94,749    |         |  |  |  |
| 2007 | 81,314                      | 11,324                      | 92,638    |         |  |  |  |
| 2008 | 80,001                      | 11,106                      | 91,107    |         |  |  |  |
| 2009 | 77,145                      | 11,083                      | 88,228    |         |  |  |  |
| 2010 | 73,077                      | 16,430                      | 89,507    |         |  |  |  |
| 2011 | 68,767                      | 23,526                      | 92,293    |         |  |  |  |
| 2012 | 66,836                      | 26,488                      | 93,324    |         |  |  |  |
| 2013 | 64,463                      | 30,810                      | 95,273    |         |  |  |  |
| 2014 | 63,252                      | 31,939                      | 95,191    |         |  |  |  |
| 2015 | 61,386                      | 32,630                      | 94,016    |         |  |  |  |
| 2016 | 60,415                      | 32,672                      | 93,087    | [ 20 ]  |  |  |  |
| 2017 | 56,803                      | 32,164                      | 88,967    |         |  |  |  |
| 2018 | 53,928                      | 34,723                      | 88,651    | [ 21 ]  |  |  |  |
| 2019 | 51,807                      | 36,224                      | 88,031    |         |  |  |  |
| 2020 | 35,926                      | 25,263                      | 61,189    |         |  |  |  |
| 2021 | 34,835                      | 27,283                      | 61,668    |         |  |  |  |
| 2022 | 37,147                      | 31,290                      | 68,437    |         |  |  |  |
| 2023 | 40,322                      | 34,441                      | 74,763    |         |  |  |  |
| Nguồn |                             |                             |           |         |  |  |  |
| : Phòng dữ liệu Tổng công ty Vận tải Seoul : Phòng dữ liệu thống kê vận tải đường sắt đô thị của Tập đoàn Đường sắt Hàn Quốc |                             |                             |           |         |  |  |  |

### Đường sắt·Đường sắt cao tốc
| Năm | Số lượng hành khách (người) | Số lượng hành khách (người) | Số lượng hành khách (người) | Số lượng hành khách (người) | Tổng cộng | Ghi chú |
| Năm |                             | ITX-Cheongchun              | Saemaeul-ho ITX-Saemaeul    | Mugunghwa-ho Nuriro         | Tổng cộng | Ghi chú |
| --- | --------------------------- | --------------------------- | --------------------------- | --------------------------- | --------- | ------- |
| 2004 |                             |                             | 1,039                       | 17,803                      | 18,842    |         |
| 2005 | 1,026                       | 18,100                      | 19,126                      |                             |           |         |
| 2006 | 952                         | 15,819                      | 16,771                      |                             |           |         |
| 2007 | Không hoạt động             | 15,623                      | 15,623                      |                             |           |         |
| 2008 | Không hoạt động             | 15,668                      | 15,668                      |                             |           |         |
| 2009 | Không hoạt động             | 13,549                      | 13,549                      |                             |           |         |
| 2010 | 554                         | 12,191                      | 12,745                      |                             |           |         |
| 2011 | 428                         | 6,651                       | 7,079                       |                             |           |         |
| 2012 | 4,809                       | 444                         | 7,431                       | 12,684                      | [ 23 ]    |         |
| 2013 | 6,122                       | 607                         | 8,906                       | 15,635                      |           |         |
| 2014 | 6,491                       | 681                         | 9,322                       | 16,494                      |           |         |
| 2015 | 6,053                       | 987                         | 9,436                       | 16,476                      |           |         |
| 2016 | 6,074                       | 1,018                       | 8,834                       | 15,926                      |           |         |
| 2017 | 6,731                       | 5,575                       | 682                         | 9,019                       | 22,007    | [ 24 ]  |
| 2018 | 4,867                       | 5,619                       | 559                         | 8,151                       | 19,196    |         |
| 2019 | 5,055                       | 5,563                       | 575                         | 7,869                       | 19,062    |         |
| 2020 | 3,310                       | 3,448                       | 332                         | 4,870                       | 11,960    |         |
| 2021 | 6,957                       | 3,471                       | 317                         | 3,694                       | 14,439    |         |
| 2022 | 9,410                       | 4,251                       | 209                         | 4,447                       | 18,317    |         |
| Nguồn |                             |                             |                             |                             |           |         |
| , ITX-Saemaeul, Mugunghwa-ho: Niên giám thống kê đường sắt ITX-Cheongchun: Phòng dữ liệu thống kê vận tải đường sắt đô thị của Tập đoàn Đường sắt Hàn Quốc |                             |                             |                             |                             |           |         |

## Hình ảnh

### Ga trên mặt đất Ga Cheongnyangni

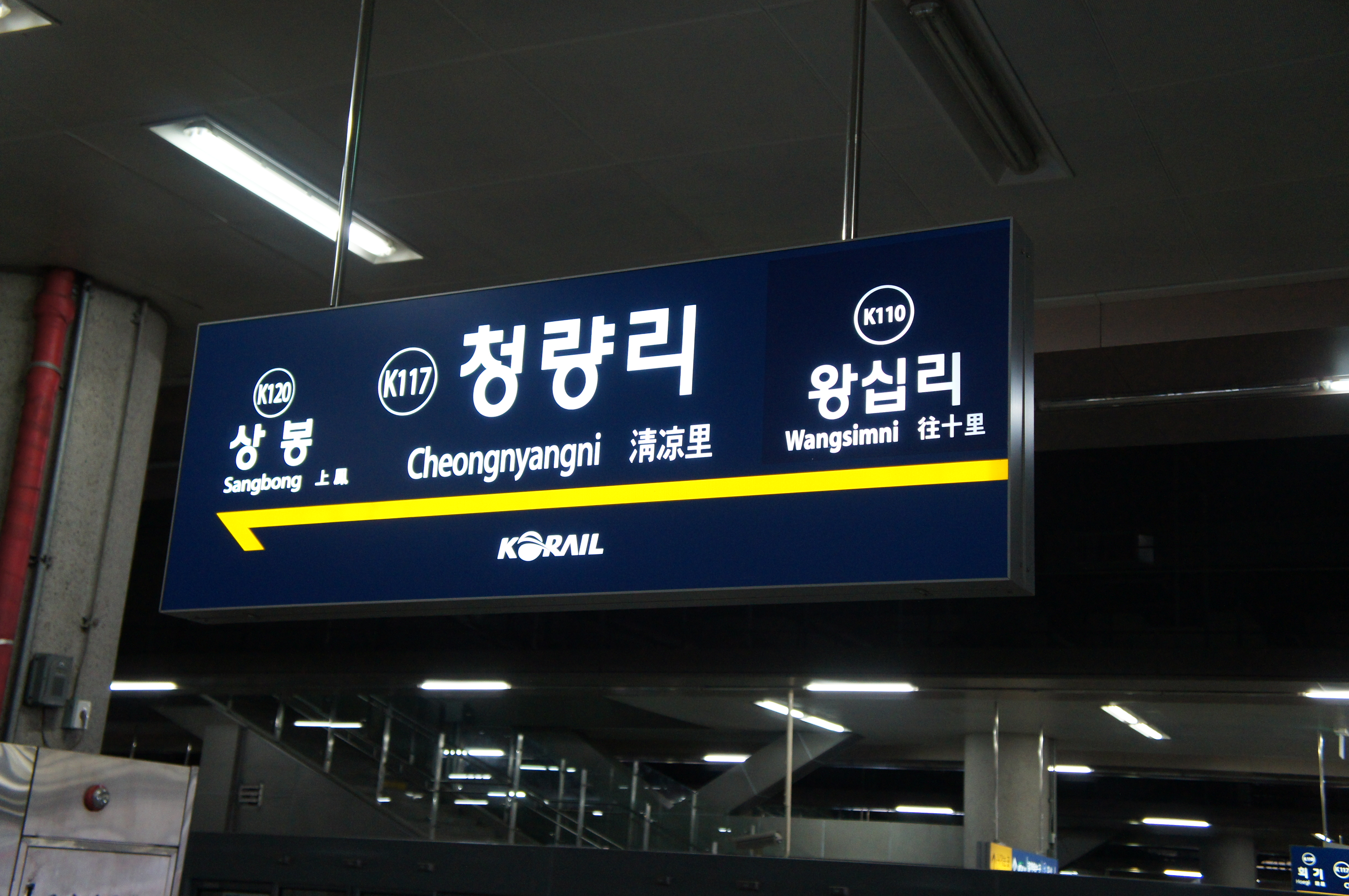
Bảng tên ga ITX-Cheongchun
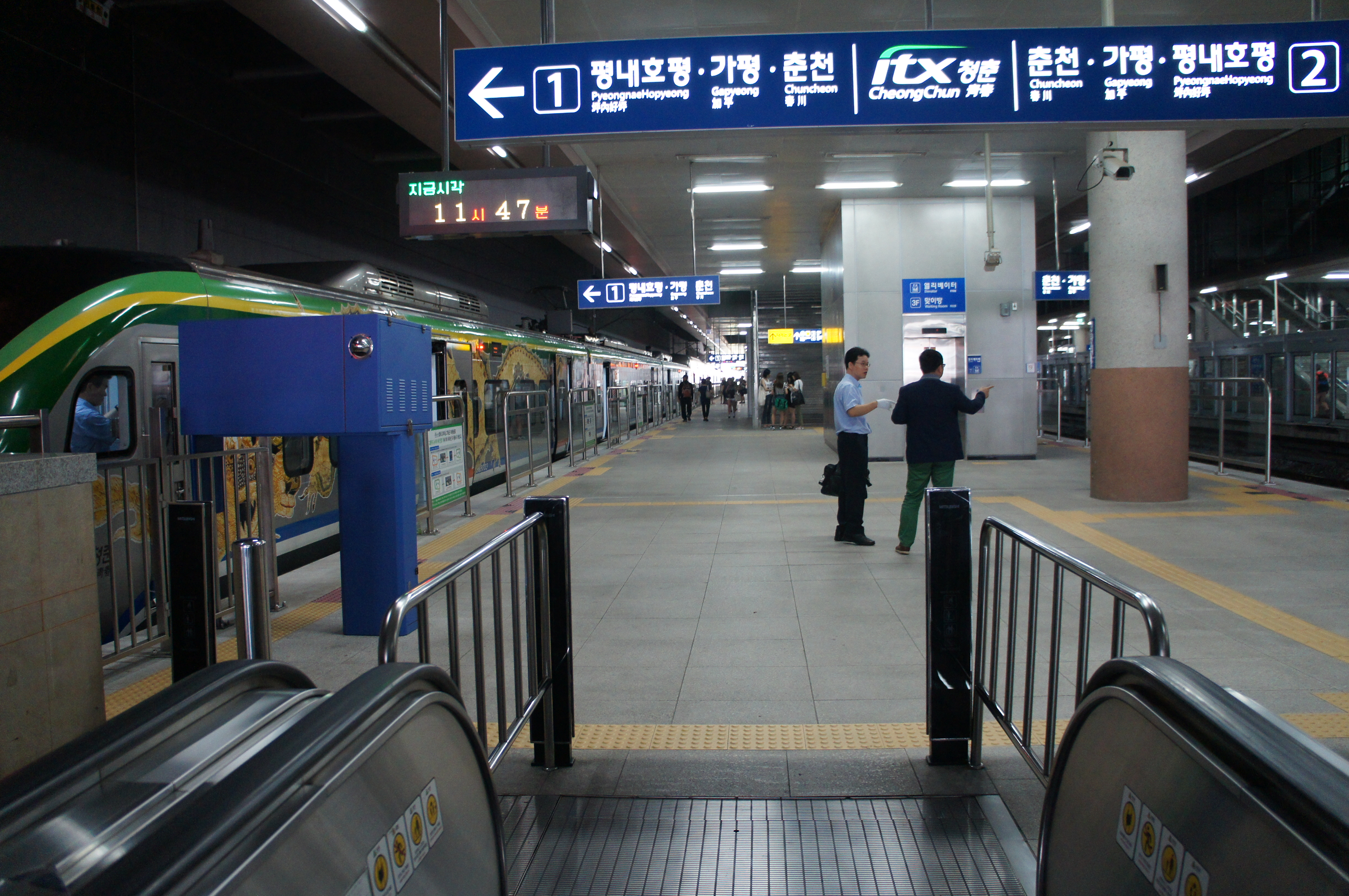
Sân ga ITX-Cheongchun
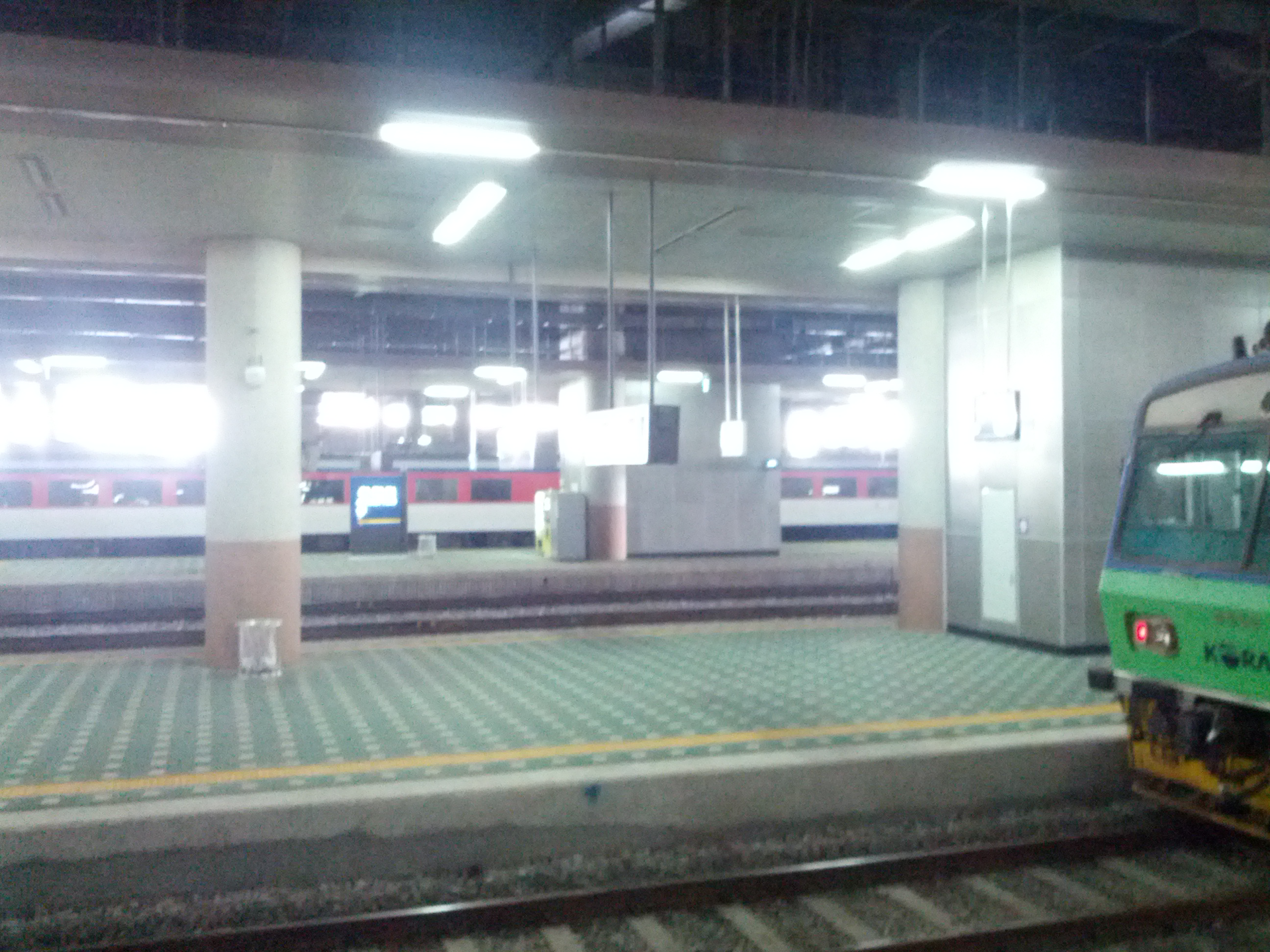
Sân ga chung
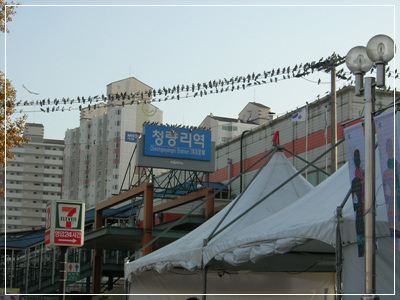
Nhà ga tạm thời (Năm 1999 ~ 2010)
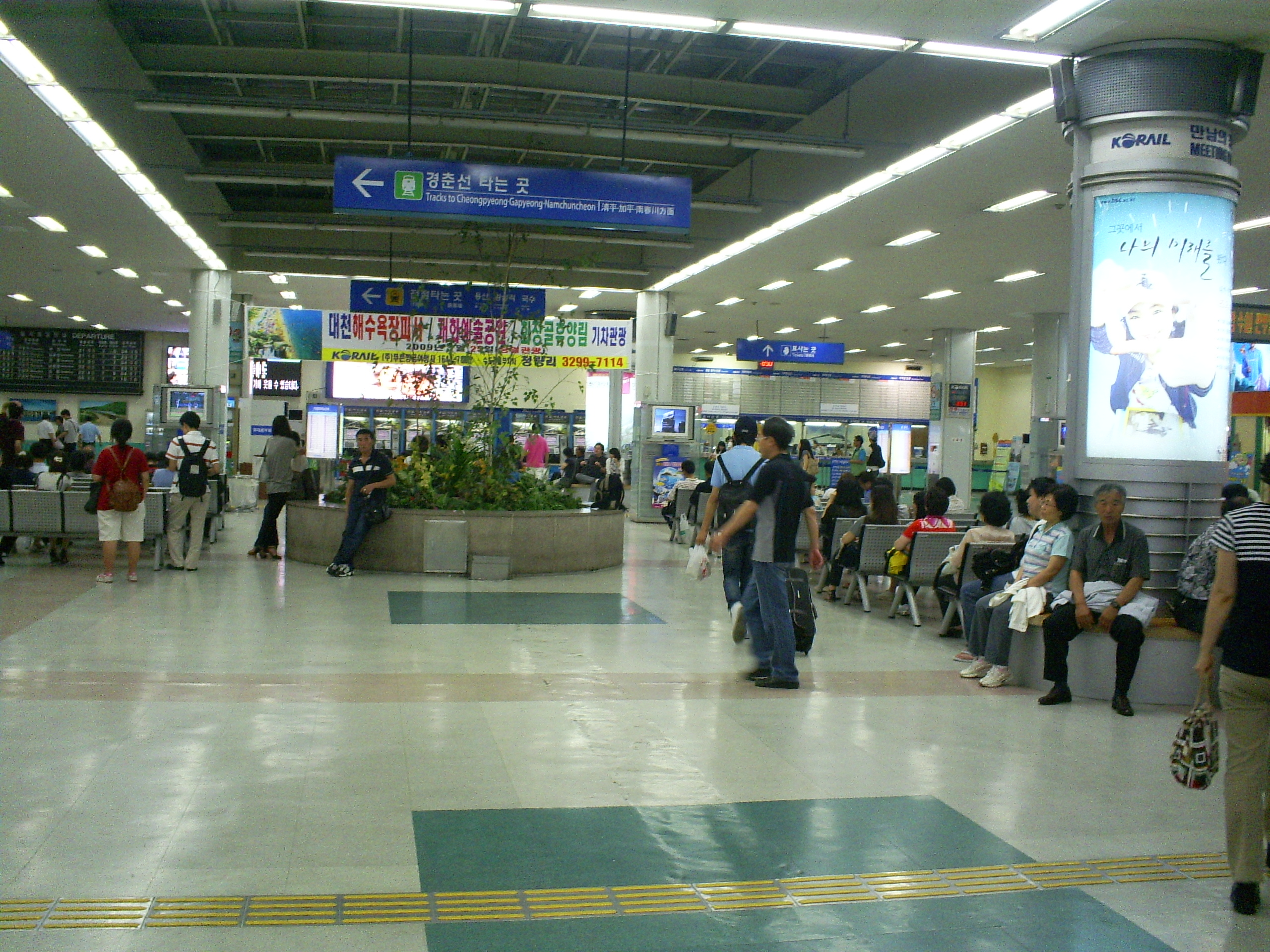
Phòng chờ nhà ga (Năm 1999 ~ 2010)
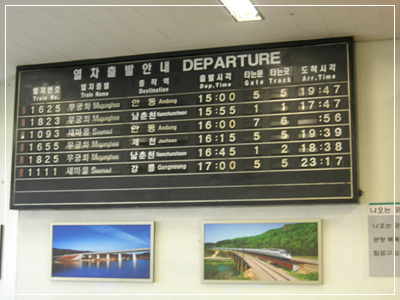
Bảng thông tin chuyến tàu
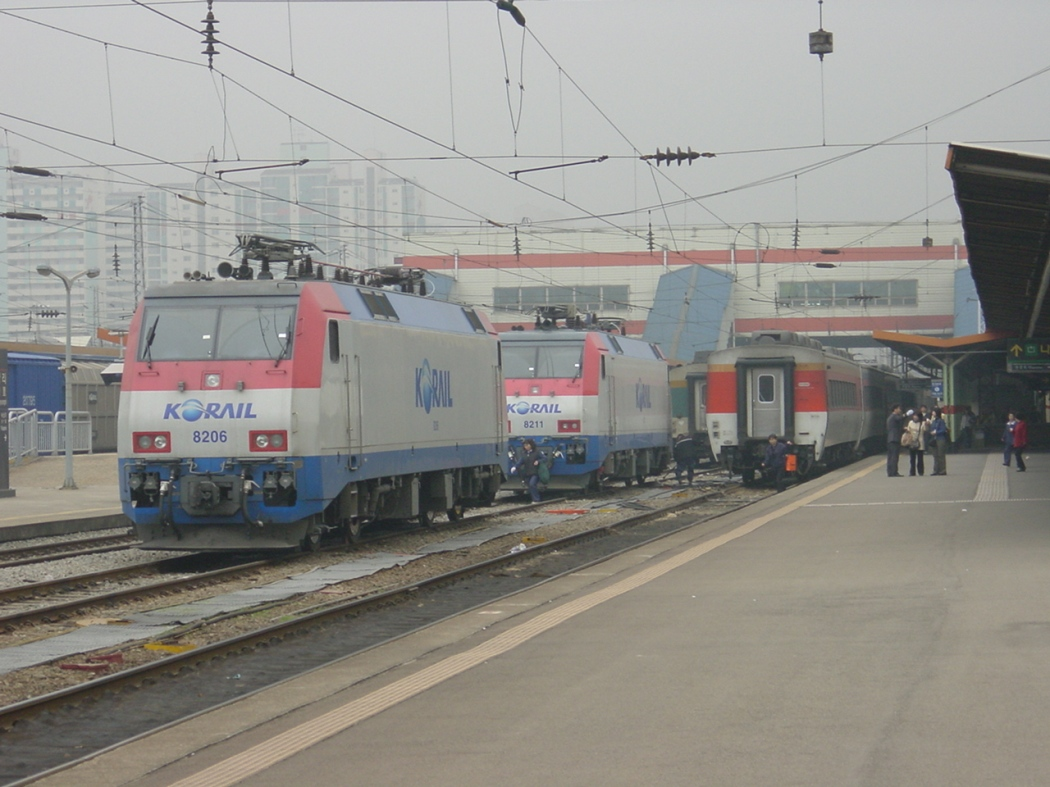
Sân ga (Năm 1999 ~ 2010)
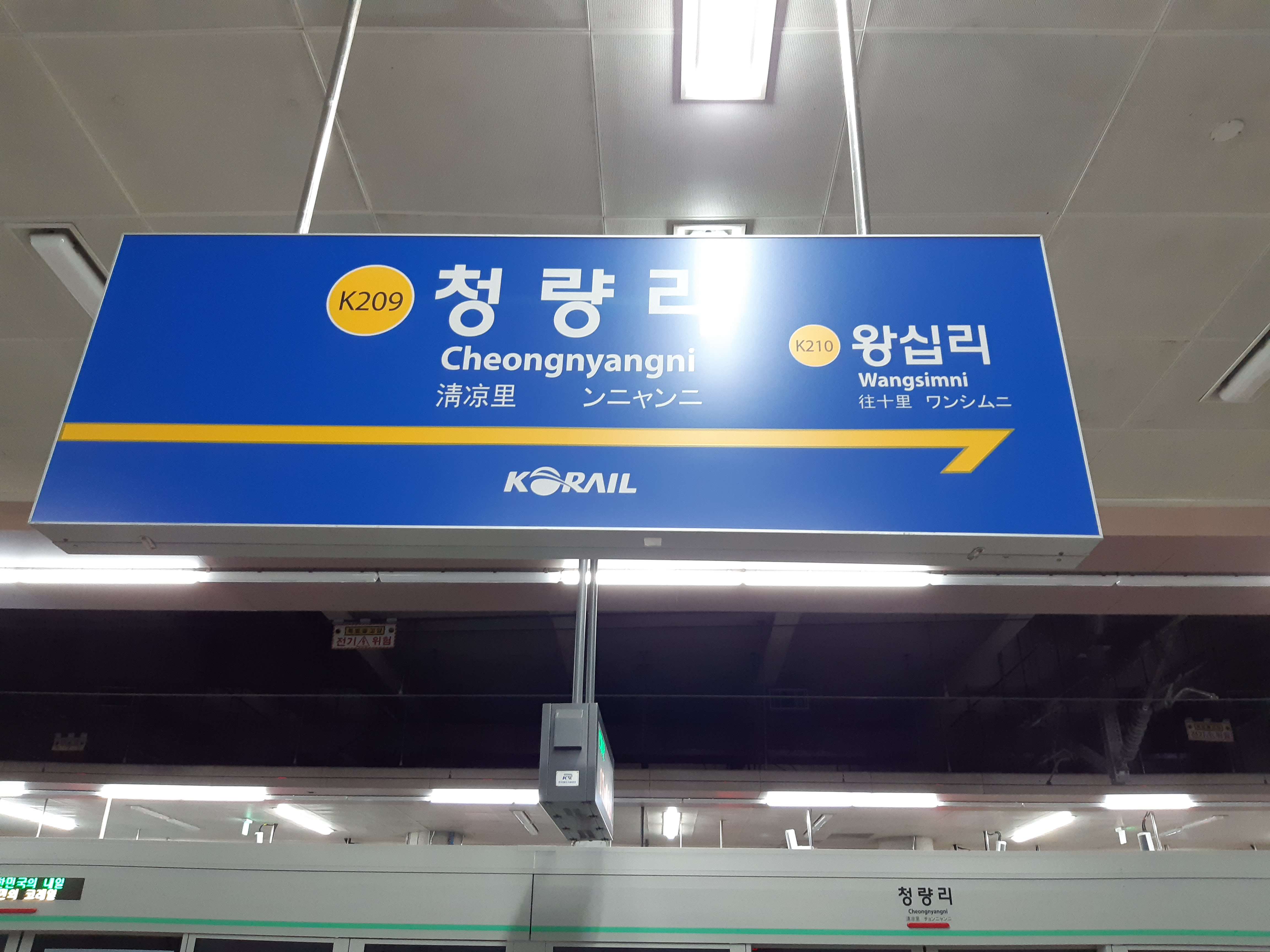
Bảng tên ga Tuyến Suin⋅Bundang
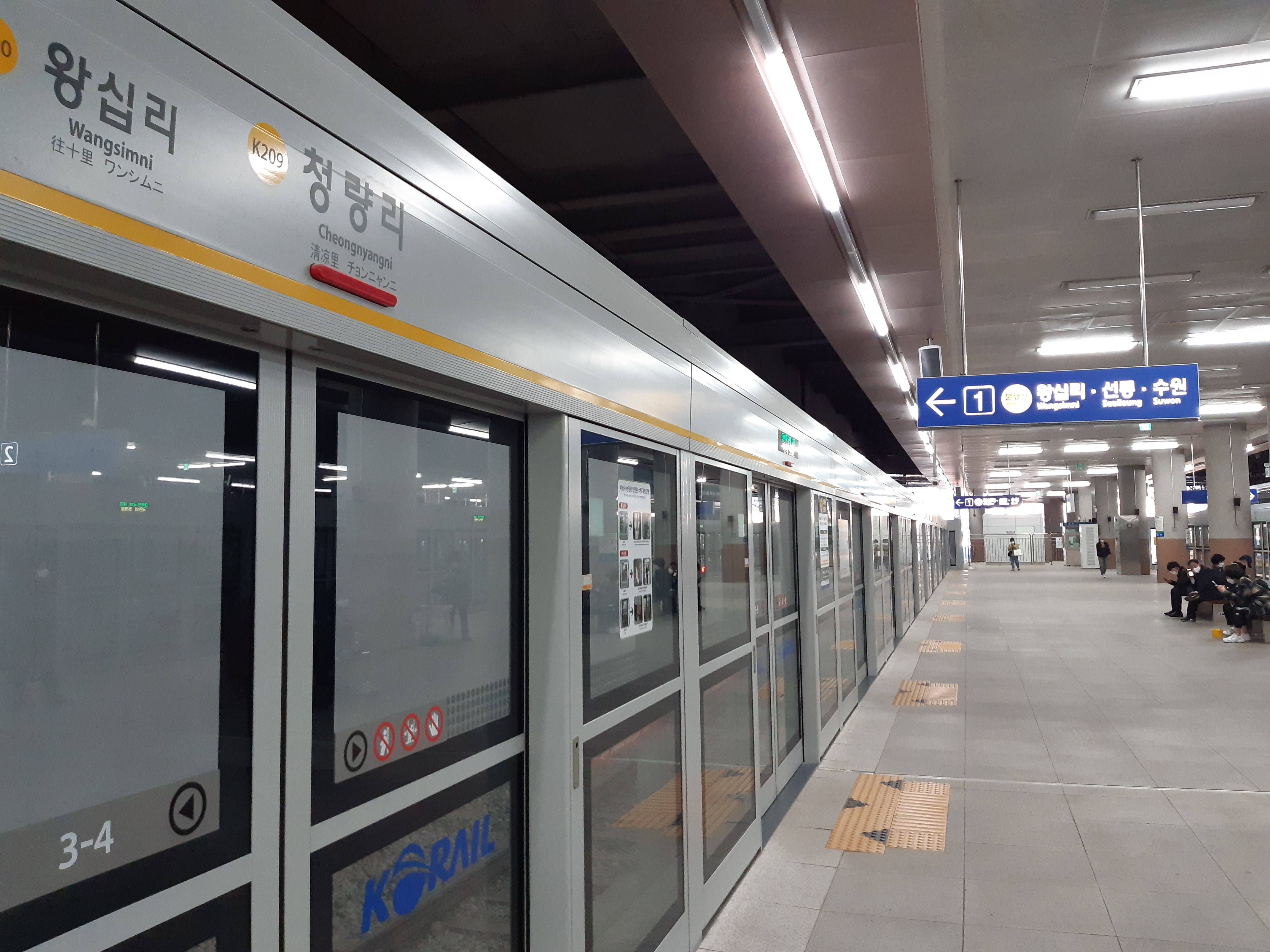
Sân ga Tuyến Suin⋅Bundang
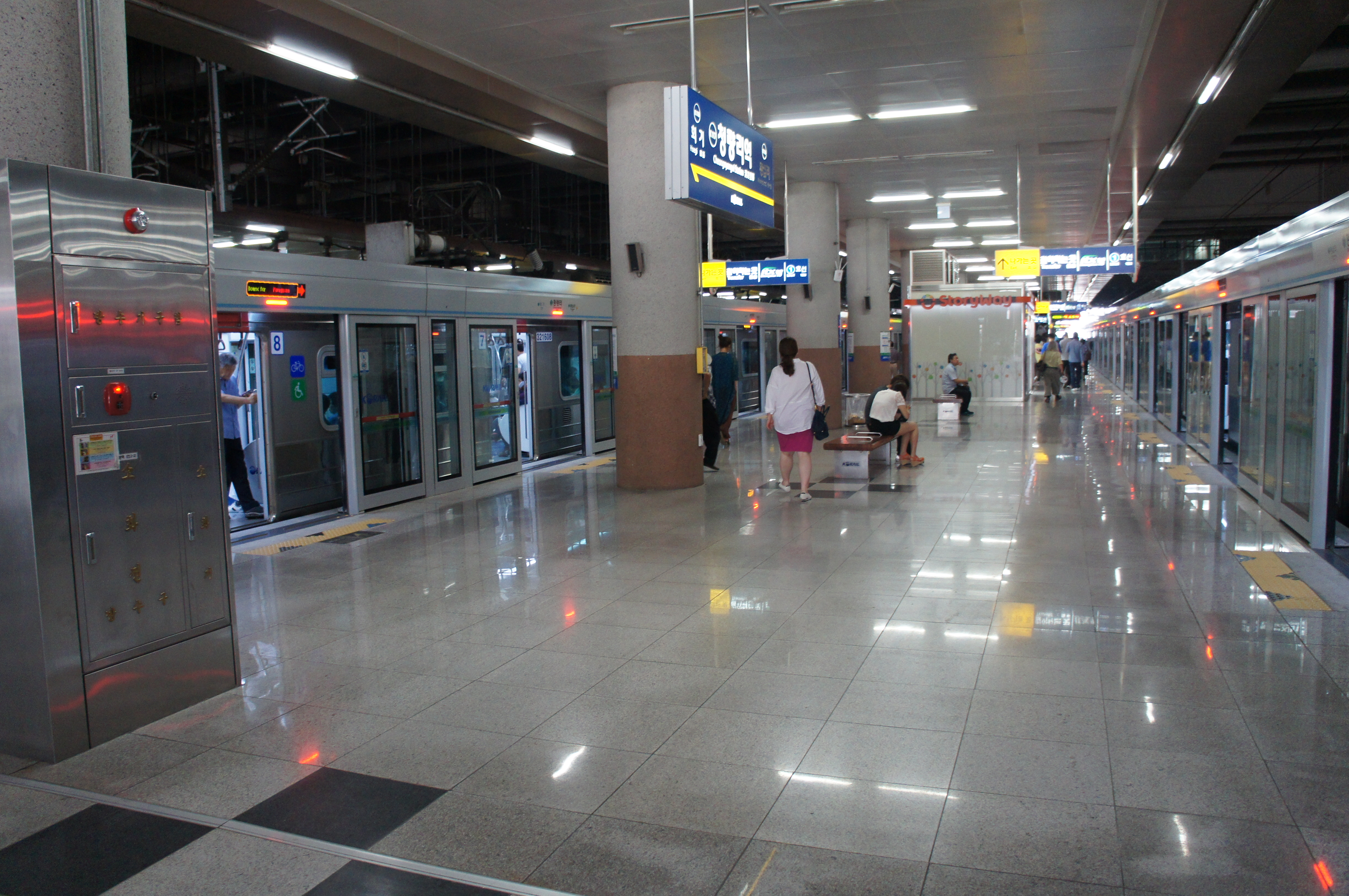
Sân ga Tuyến Gyeongui⋅Jungang
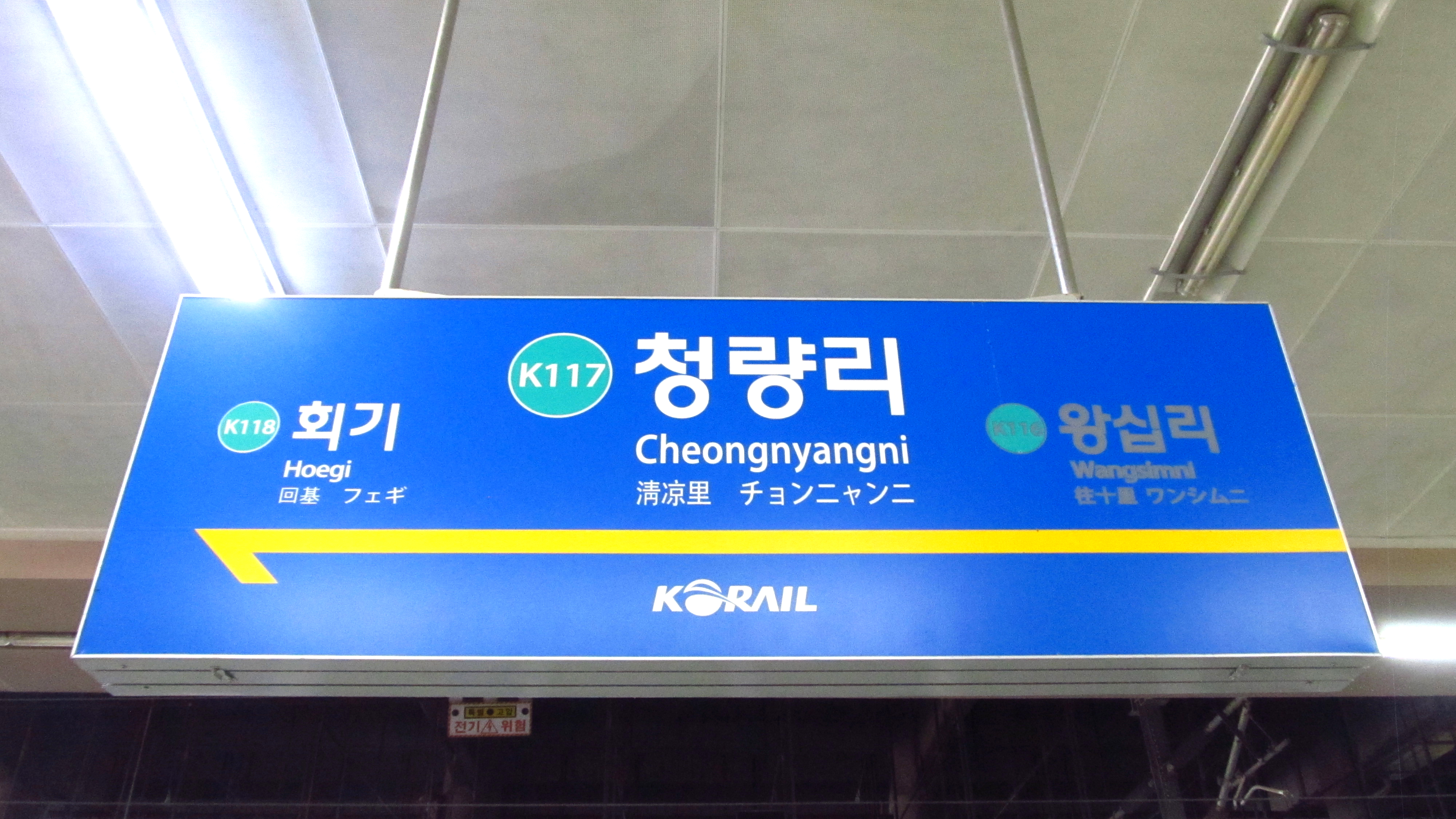
Bảng tên ga Tuyến Gyeongui⋅Jungang

### Ga ngầm Ga Cheongnyangni

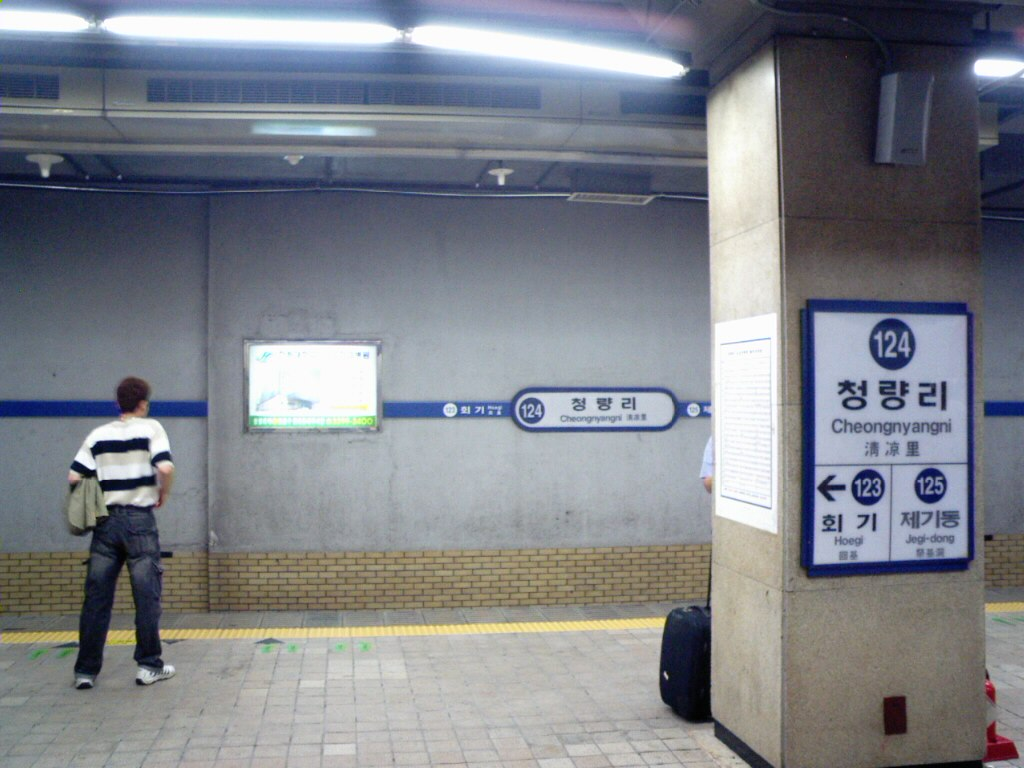
Sân ga (Trước khi lắp đặt cửa chắn, Hướng Sinchang·Incheon)
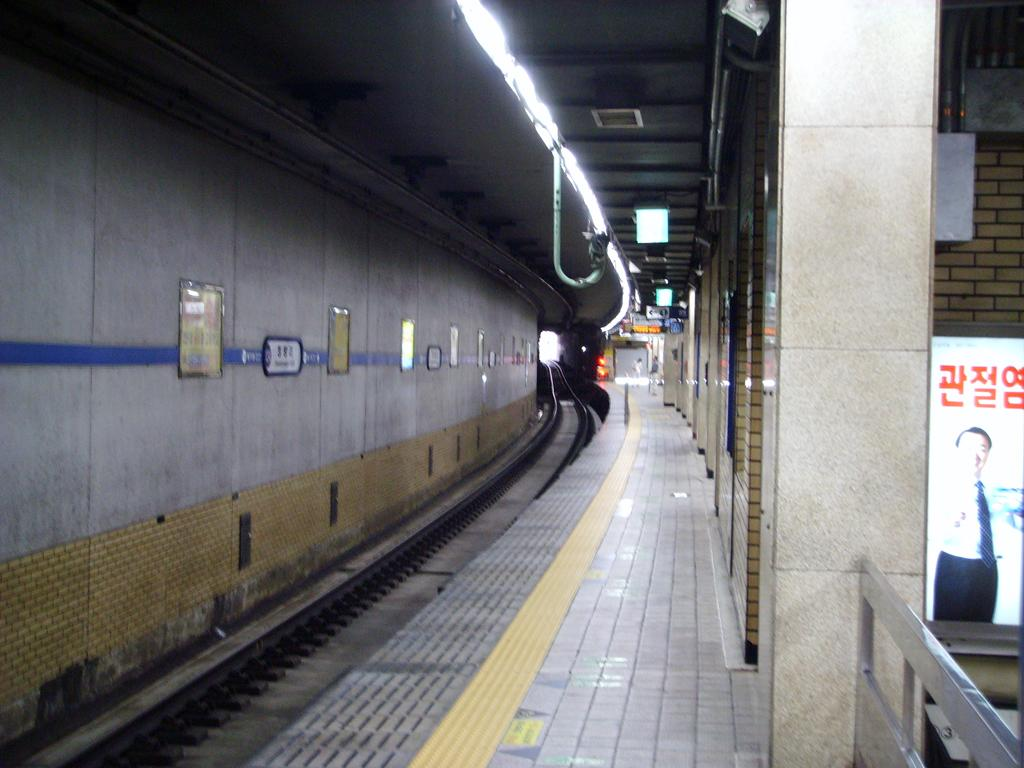
Sân ga (Trước khi lắp đặt cửa chắn, Hướng Sinchang·Incheon)
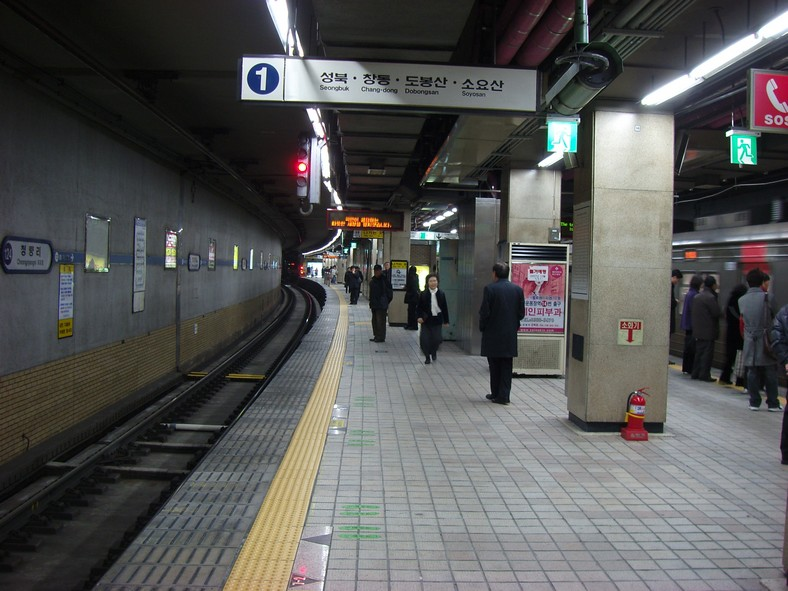
Sân ga (Trước khi lắp đặt cửa chắn, Hướng Sinchang·Incheon)
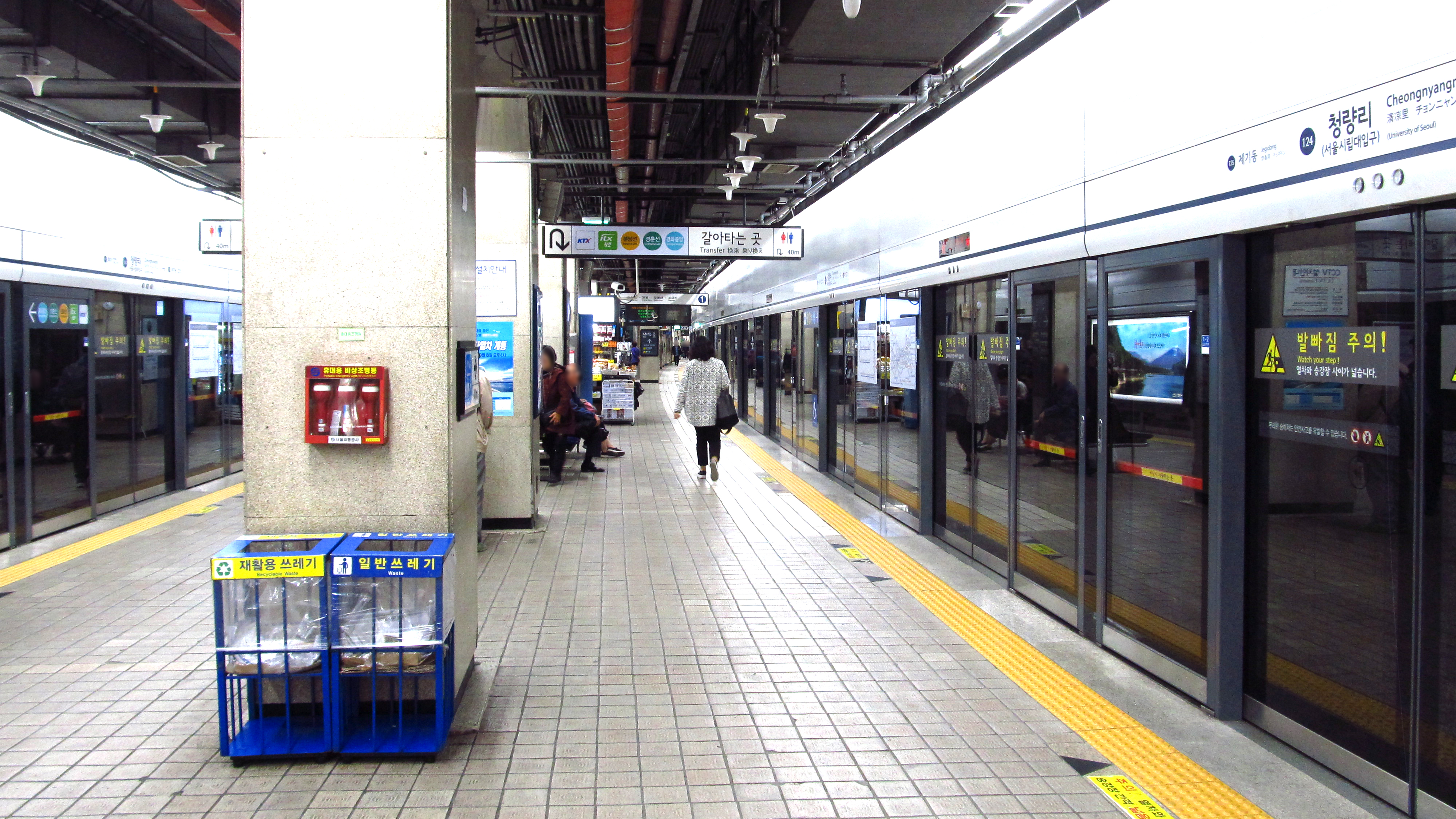
Sân ga
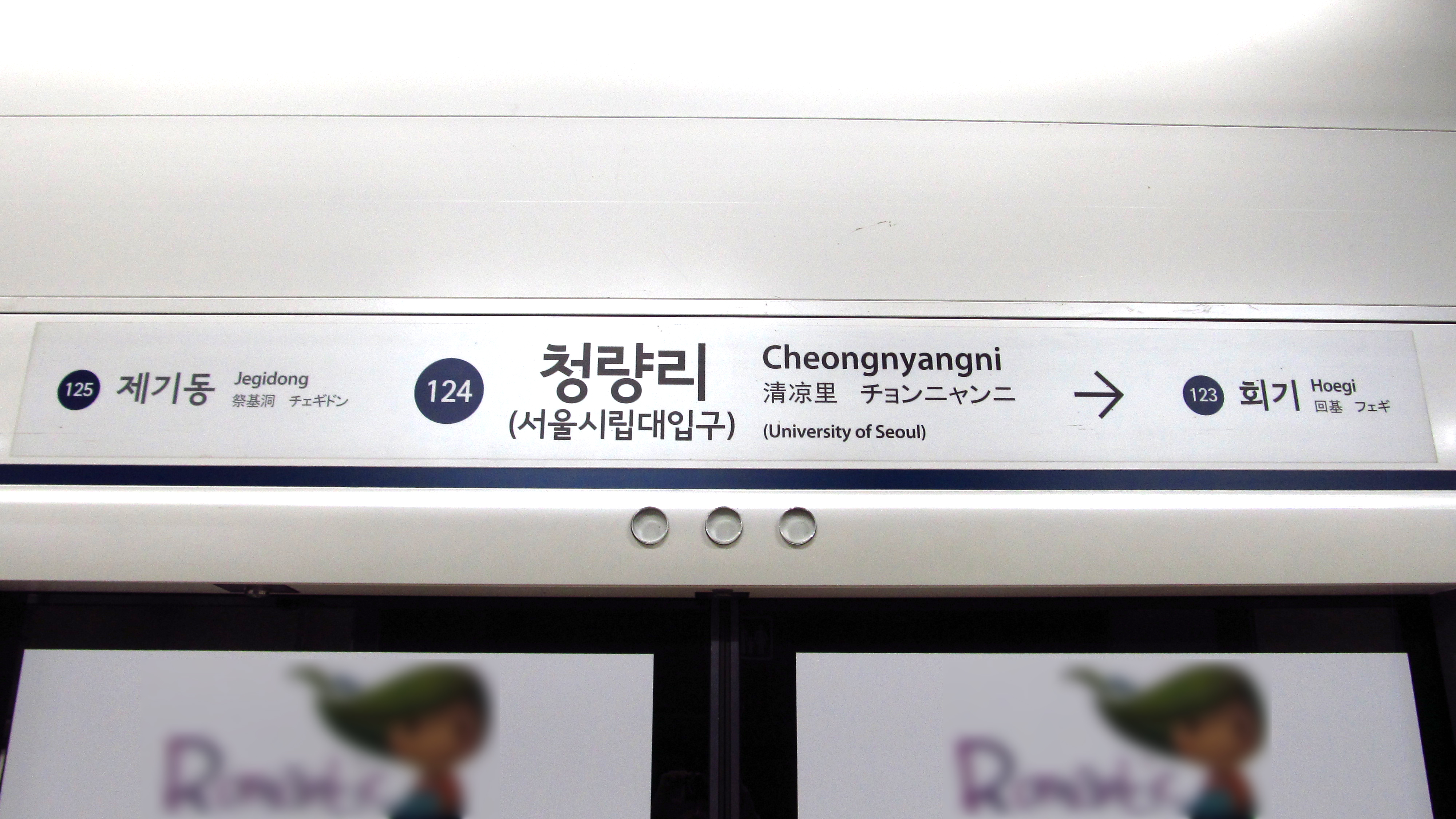
Cửa chắn sân ga
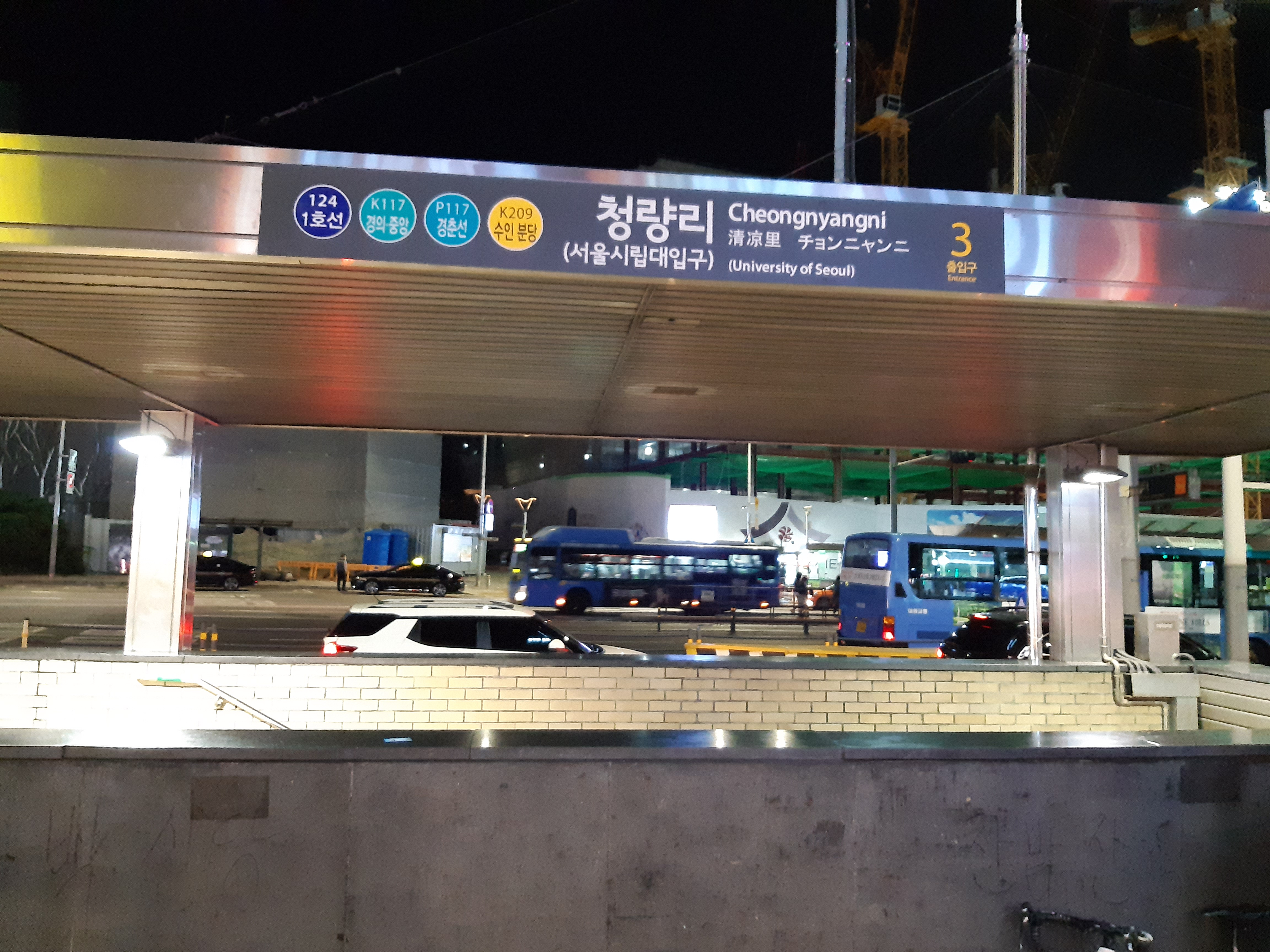
Lối ra 3
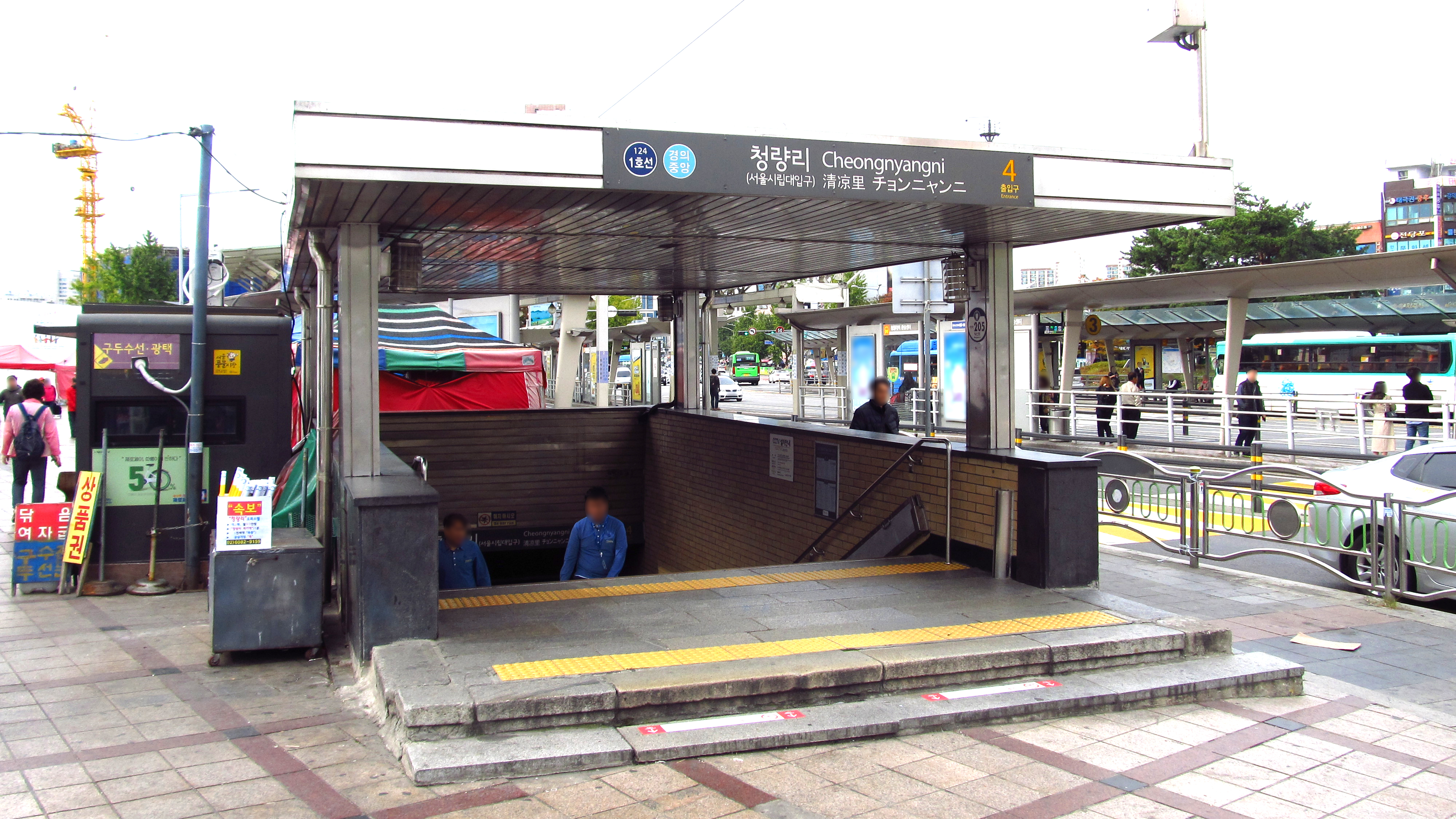
Lối ra 4
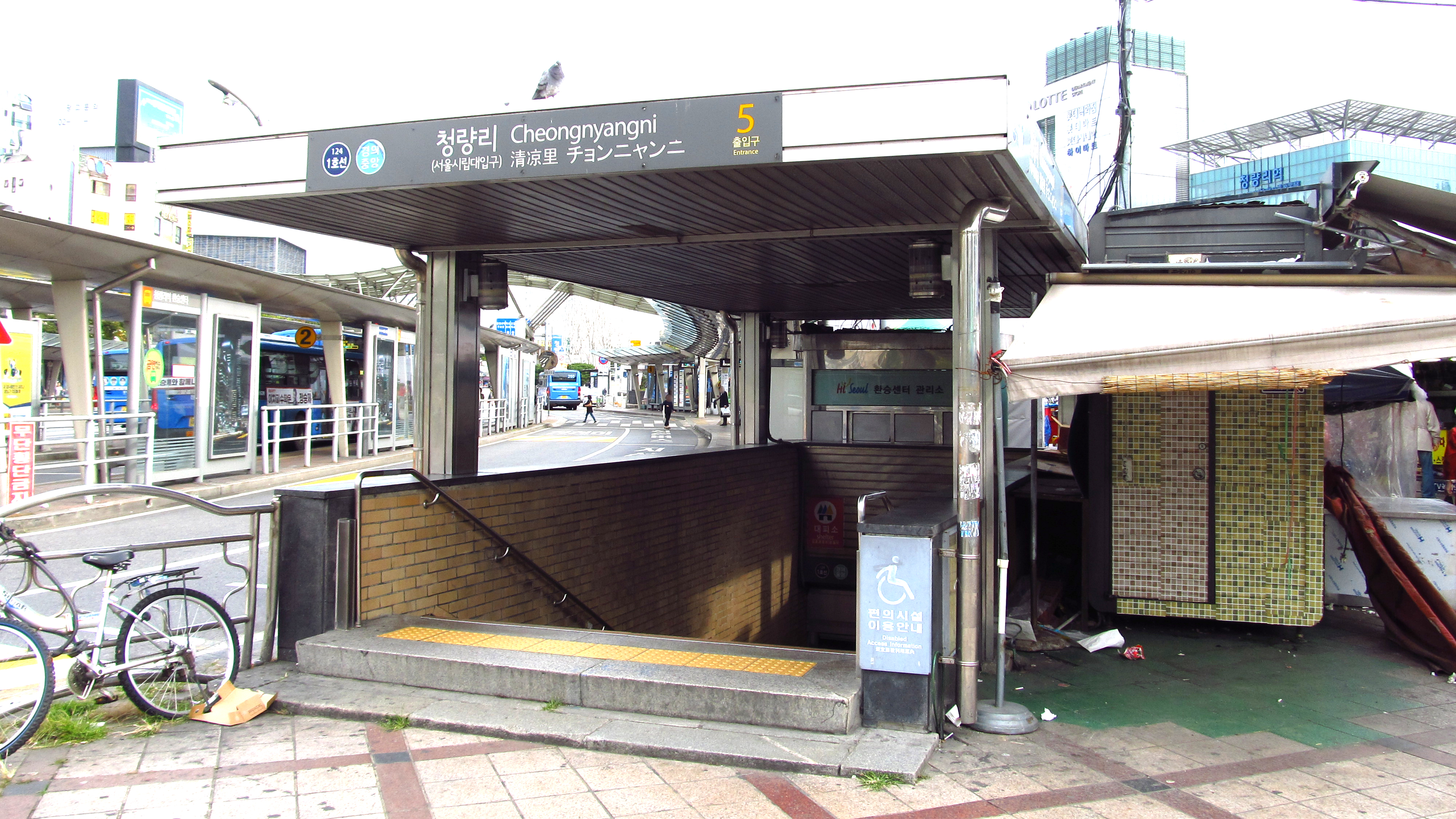
Lối ra 5
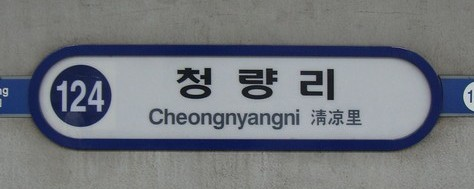
Bảng tên ga (Trước khi thêm tên ga phụ "Đại học Seoul")
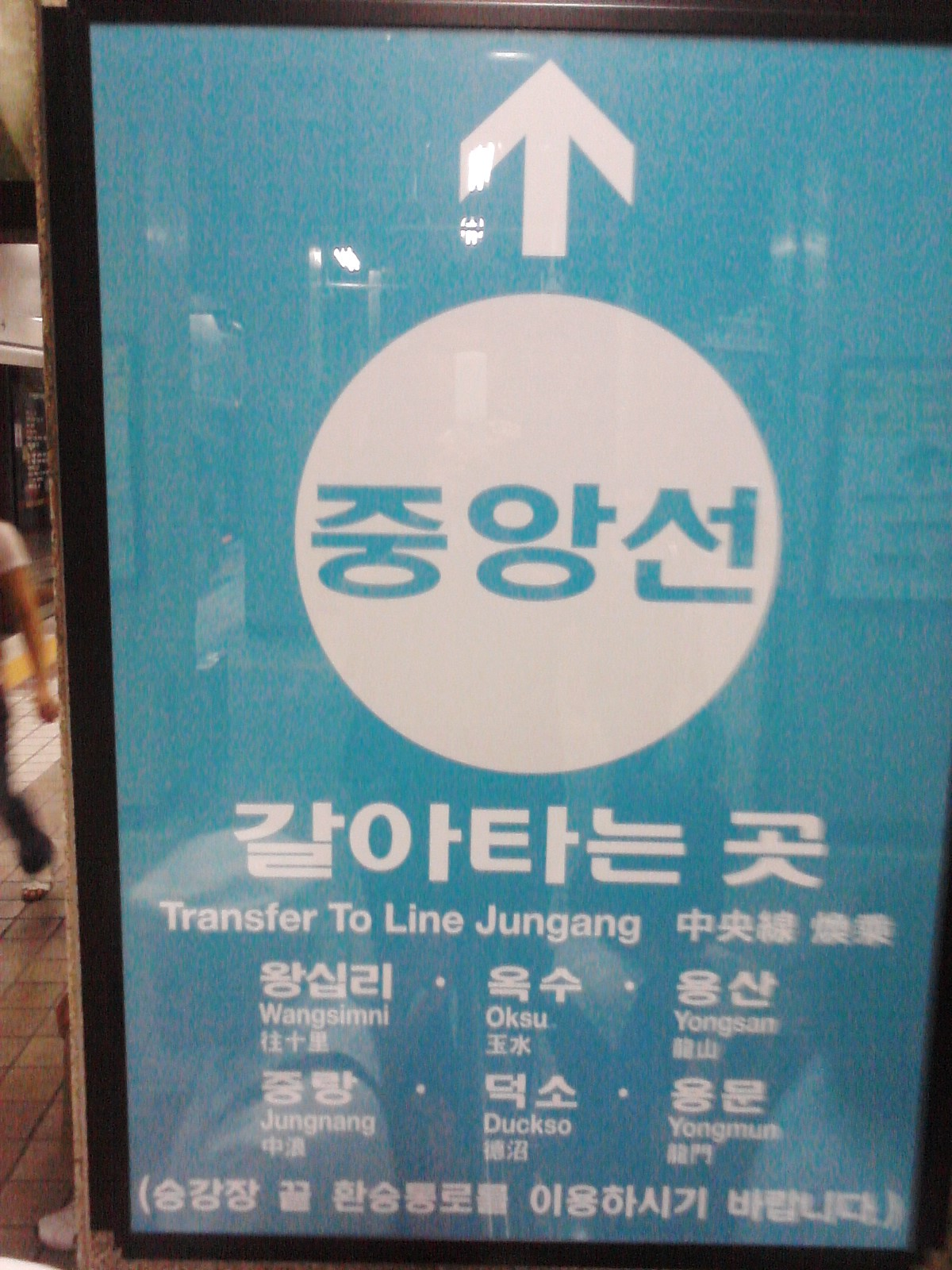
Biển báo chuyển tuyến (Hiện đã đổi thành chuyển tuyến Tuyến Gyeongui⋅Jungang)
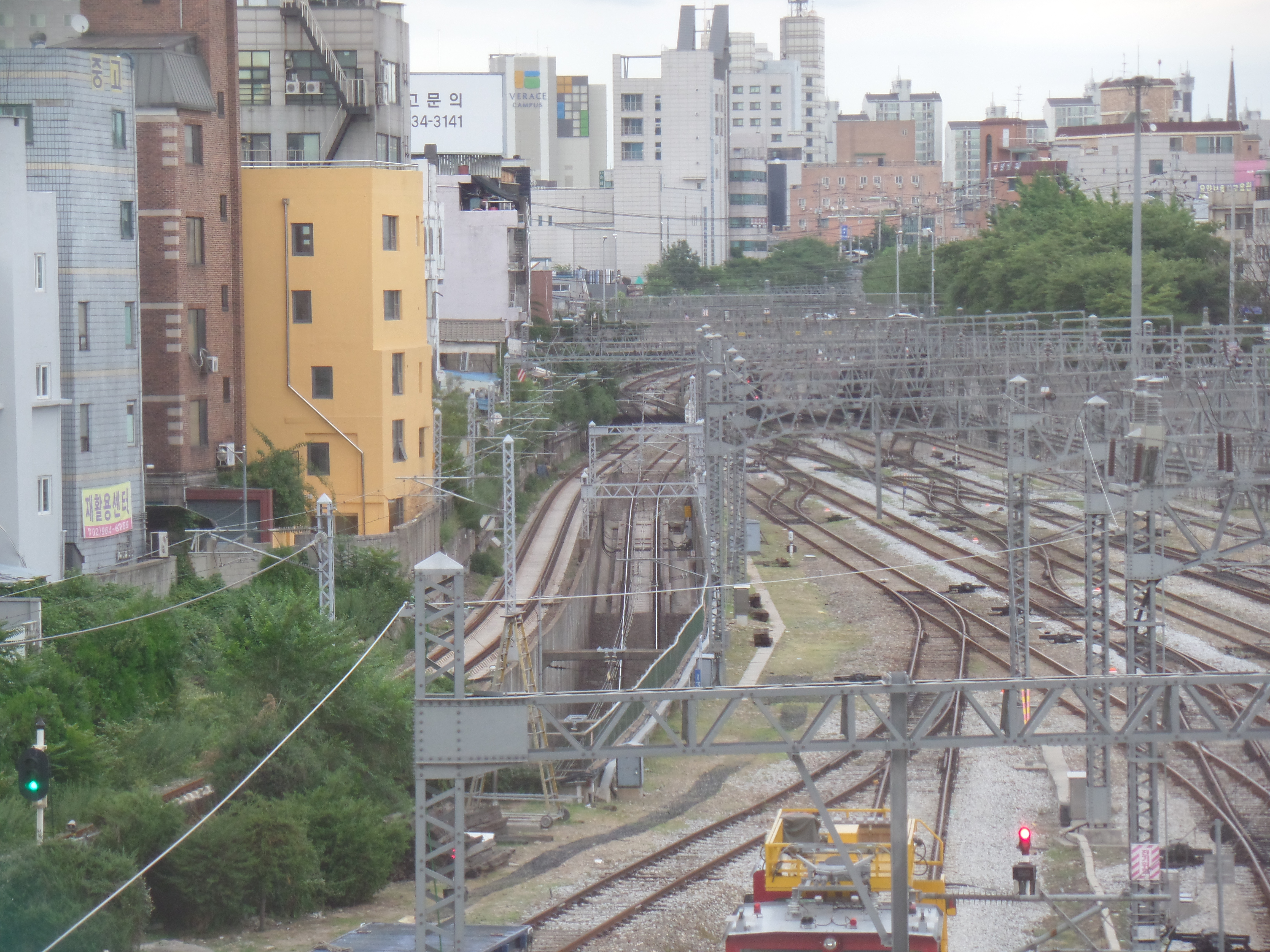
Đoạn đường ray hướng tới ga Cheongnyangni